# Palesztina világörökségi helyszínei
Palesztina területéről eddig öt helyszín került fel a világörökségi listára, tizenkét helyszín a javaslati listán várakozik a felvételre.
Az országban uralkodó zavaros politikai helyzet miatt Palesztina mindhárom helyszíne felkerült a Veszélyeztetett világörökségi helyszínek listájára, majd a Betlehem, Jézus szülőhelye: a Születés Temploma és a zarándokút helyszínt az UNESCO Világörökség Bizottsága 43. ülésszakán (2019. június 30. – július 10.) törölték a listáról. 2024-ben, a bizottság 46. ülésszakán a Szent Hilárion-kolostor egyidejűleg került fel a világörökségi helyszínek és a veszélyeztetett világörökségi helyszínek listájára.
| | Betlehem, Jézus szülőhelye: a Születés Temploma és a zarándokút |
| 2012 |                                                                 |
| A veszélyeztetett világörökségi helyszínek listáján volt: 2012 – 2019 |                                                                 |
| Kulturális (IV)(VI) |                                                                 |
| Védett terület: 2,98 ha, puffer zóna: 23,45 ha, hivatkozás: 1433 |                                                                 |
| A helyszín Jeruzsálemtől tíz kilométerre helyezkedik el, az itt látható barlang fölé emelt templom a keresztény hagyomány szerint Jézus szülőhelyét jelöli. Az jelenleg látható épület a második ezen a helyen. Az elsőt 339-ben fejezték be, ez egy bazilika szerkezetű épület volt, nyolcszögletű keleti vége körülvette a barlangot. Ebből csak töredékek maradtak meg főleg a föld alatt. Az építmény a 6. század közepén egy tűzvészben súlyosan károsodott, ezután építették Jusztiniánusz bizánci császár utasítására nagyrészt ugyanarra a helyre a ma is álló templomot. A korai középkortól kezdve egyházi épületeket, főleg kolostorokat emeltek köréje, így egy bonyolult épületkomplexum része lett. Az épület jelenleg a Római katolikus egyház, az Örmény apostoli ortodox egyház, Görög ortodox egyház együttes felügyelete alatt áll. Az elmúlt 1700 évben Betlehem és a templom fontos zarándokút volt és napjainkban is sok hívő keresi fel. A zarándokút hagyományosan a város Dávid király-kútnál fekvő bejáratát köti össze a templommal, majd a Csillag úton folytatódik tovább a Damaszkuszi kapun keresztül. |                                                                 |

| | Battir kultúrtáj |
| 2014 |                  |
| A veszélyeztetett világörökségi helyszínek listájára került: 2014 |                  |
| Kulturális (IV)(V) |                  |
| Védett terület: 348,83 ha, puffer zóna: 623,88 ha, hivatkozás: 1492 |                  |
| A Battir kultúrtáj Jeruzsálemtől néhány kilométerre délnyugati irányban helyezkedik el Náblusz és Hebron között. Megművelt völgyek, úgynevezett widianok együtteséből áll. A völgyekben a termőterület maximális kihasználása érdekében kőfalakkal megtámasztott teraszokat alakítottak ki. A teraszok egy részét öntözik, ezeken zöldséget és gyümölcsöket termesztenek, az öntözetlenül hagyott részekre szőlőt és olajfákat ültettek. A helyszínen a teraszos földművelést fejlett öntözőrendszer tette lehetővé, amelyet nem a csapadék, hanem föld alól előtörő vízforrások táplálnak. Az öntözőrendszerbe kerülő vizet a hagyományoknak megfelelően osztják szét a közeli Battir település lakosai között. A helyszín Palesztina kérésére került fel a listára, ezzel egy időben a veszélyeztetett helyszínek listájára is, hogy a zavaros politikai viszonyok miatt károsodott területet megkíméljék a további rombolástól. |                  |

| | Hebron óvárosa |
| 2017 |                |
| A veszélyeztetett világörökségi helyszínek listájára került: 2017 |                |
| Kulturális (II)(IV)(VI) |                |
| Védett terület: 20,6 ha, puffer zóna: 152,2 ha, hivatkozás: 1565 |                |
| Hebron Ciszjordánia legnagyobb városa, a korábban Palesztínából, Jordániából, Egyiptomból és Arab-félszigetről induló karavánok egyik fontos találkozási pontjánál fekszik. A település legfontosabb műemléke a Pátriárkák barlangja amelyet az i. sz. 1. században emeltek Ábrahám pátriárka és családja sírja fölé. A hely később három világvallás, a kereszténység, a zsidó vallás és az iszlám zarándokhelyévé vált. A város képét a 13. század közepe és a 16. század eleje között a helyi mészkőből emelt épületek határozták meg. 1517-től egészen 1917-ig oszmán fennhatóság alatt állt, ezalatt újabb városrészekkel bővült és a központban számos épületet újabb emeletekkel egészítettek ki. Ennek ellenére az óváros megőrizte korábbi, mameluk építészetre jellemző vonásait, a városrészek közötti hierarchiával, a különböző vallású, származású lakosok, valamint az egyforma tevékenységet űzők elkülönült városrészeivel. |                |

| | Jerikó |
| 2023 |        |
| Kulturális (III)(IV) |        |
| Védett terület: 5,93 ha, puffer zóna: 22,53 ha, hivatkozás: 1687 |        |
| A Holt-tengertől tíz kilométerre északnyugatra a Jordán-völgyben található Jerikó régészeti lelőhelye egy ovális alakú tell (földhalom), ahol számos rétegben tárták fel több ezer évnyi emberi tevékenység emlékeit. A 250 méterrel a tengerszint alatt elterülő Jerikó a világ legmélyebben fekvő ősi települése. A lelőhely körülbelül huszonegy méterrel emelkedik környezete fölé területe 5,93 hektár. A helyszínhez tartozik a szomszédos Ain es-Sultan forrás is. Összesen 29 település réteget különítettek el, az oázis termékeny talajának és a közeli forrásnak köszönhetően a hely már az i. e. 9-8. évezredben lakott volt. Az akkori jelentős település maradványai közé tartozik egy városfal árokkal és egy monumentális torony. A helyszínen talált koponyák és szobrok az itt élő neolitikus népesség kultikus szokásairól tanúskodnak, a kora bronzkori régészeti anyag pedig a várostervezés jeleit mutatja. A középső bronzkorra datálható leletei egy nagy kánaáni városállamhoz maradványai amelynek népessége egy összetett társadalmat alkotott. |        |

| | Szent Hilárión-kolostor |
| 2024 |                         |
| Kulturális (II)(III)(IV) |                         |
| Védett terület: 1,32 ha, puffer zóna: 7,32 ha, hivatkozás: 1749 |                         |
| A Nuiserat település homokdűnéin fekvő, romokban álló Szent Hilárión-kolostor (Tell Umm el-'Amr) alapítása a 4. századra datálható, így ez volt a Közel-Kelet egyik legrégebbi kolostora. A Szent Hilárión által alapított helyszínen kezdetben csak magányos remeték éltek, később egy cönobita (kora középkori keresztény szerzetes-remeték) közösséggé fejlődött. Az első szerzetesi közösség volt a Szentföldön, így a térségben megalakuló hasonló jellegű közösségek kiindulópontjává vált. A kolostor stratégiailag fontos helyen, az Ázsiát Afrikával összekötő kereskedelmi útvonalak egyik csomópontjában feküdt ami segítette a kommunikációt és a kulturális kapcsolatok kialakítását is. Ennek a kiváló elhelyezkedésnek köszönhetően a vallási, kulturális és gazdasági kapcsolatok egyik fontos szereplőjévé fejlődött és a bizánci korban nagy hatással volt a sivatagi kolostori központok felvirágzására. |                         |

## Elhelyezkedésük
| Betlehem Battir kultúrtáj Hebron óvárosa Jerikó Szent Hilárion-kolostor |